# 叙尔维利耶
叙尔维利耶（法語：Survilliers，法語：[syʁvilje] ⓘ）是法国法兰西岛大区瓦兹河谷省的一个市镇，位于该省东部，属于萨塞勒区。

## 地理
叙尔维利耶（49°5'52"N, 2°32'42"E）面积5.38 平方千米，位于法国法蘭西島大區瓦兹河谷省，该省份为法国北部内陆省份，北起瓦兹省，西接厄尔省，南至塞纳-圣但尼省、上塞纳省和伊夫林省，东临塞纳-马恩省。
与叙尔维利耶接壤的市镇（或旧市镇、城区）包括：塞尔瓦地区拉沙佩勒、普拉伊、福斯、圣维茨。

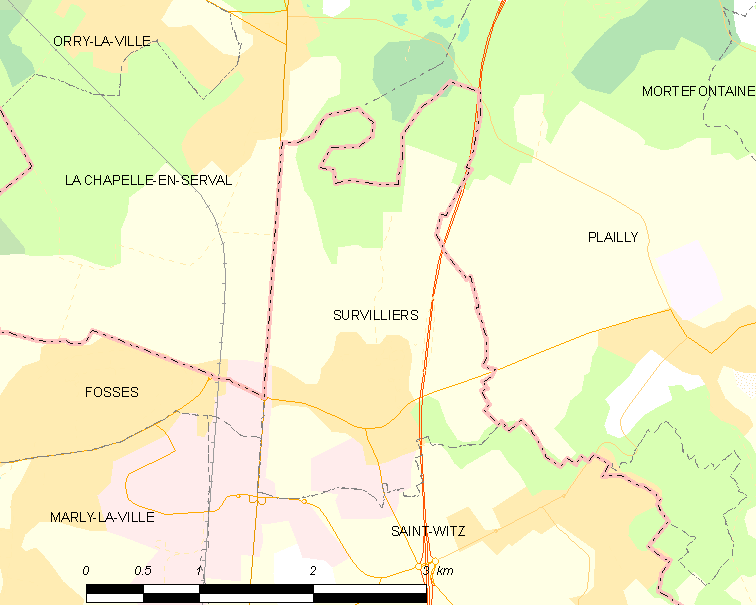
叙尔维利耶的OSM定位图

叙尔维利耶的时区为UTC+01:00、UTC+02:00（夏令时）。

## 行政
叙尔维利耶的邮政编码为95470，INSEE市镇编码为95604。

## 政治
叙尔维利耶所属的省级选区为古桑维尔县。

## 人口

1962-2008年间叙尔维利耶人口变化图示

叙尔维利耶于2022年1月1日时的人口数量为4154人。